# Apocampta subcana
Apocampta subcana (лат.) — вид слепней из подсемейства Pangoniinae, единственный представитель рода Apocampta.

## Внешнее строение
Блестяще-чёрные мухи длиной тела от 9 до 12 мм. Глаза покрыты волосками. У самцов глаза соприкасаются, верхние фасетки немного крупнее нижних. Первые два членика (скапус и педицель) усиков короткие. Жгутик усика цилиндрический, на конце сужается, состоит из восьми члеников и не имеют выступов. Щупики тонкие и длинные, равны или больше длины жгутика усика. Сосательные лопасти хоботка хорошо развиты. Среднеспинка со следами продольных полосок. Крылья затемнённые, особенно в области радиальных жилок. Брюшко удлиненно-продолговатое или эллиптическое, без волосков по бокам.

## Биология
Самки нападают на человека. Биология личинок не известна.

## Распространение
Встречаются на восточном побережье Австралии, от севера Квинсленда до юго-востока Нового Южного Уэльса.